# Jim Capaldi
Jim Capaldi (nascido como Nicola James Capaldi em Evesham, Inglaterra, 2 de agosto de 1944 — 28 de janeiro de 2005) foi um baterista britânico, membro da banda Traffic. Além dos trabalhos com o grupo, tocou com artistas como Jimi Hendrix, Eric Clapton, Alvin Lee, Mylon LeFevre, Steve Winwood e George Harrison, com quem gravou uma versão em inglês da canção "Anna Júlia", da banda brasileira Los Hermanos. George Harrison morreu pouco depois de gravar "Anna Júlia" com Jim, e o baterista então tocou no show em homenagem a George, Concert for George. Em 1981, Jim Capaldi lançou o som Old Photographs, versão em inglês de "Casinha Branca" do Gilson.
Casou-se com a brasileira Ana Campos em 1975, mudou-se para a Bahia em 1977 e teve duas filhas, Tabitha (1977) e Tallulah (1979). Jim e Ana participavam da Jubilee Action, uma instituição de caridade, ajudando crianças de rua brasileiras.
Morreu em 28 de janeiro de 2005, aos 60 anos, num hospital em Londres, de câncer de estômago.

## Discografia solo
- Oh How We Danced (1972)
- Whale Meat Again (1974)
- Short Cut Draw Blood (1975)
- Play It By Ear (1977)
- Daughter of the Night (1978)
- Contender (1978)
- Electric Nights (1979)
- Sweet Smell of… Success (1980)
- Let The Thunder Cry (1981)
- Fierce Heart (1982)
- One Man Mission (1984)
- Some Come Running (1988)
- Prince of Darkness (1995)
- Let The Thunder Cry (1999)
- Living On The Outside (2001)
- Poor Boy Blue (2004)